# Kościół Matki Bożej Wspomożenia Wiernych w Krakowie
Kościół Matki Bożej Wspomożenia Wiernych – rzymskokatolicki kościół rektoralny salezjanów znajdujący się w Krakowie, w dzielnicy VIII Dębniki przy ul. Tynieckiej 39, na Dębnikach.
W 1918 roku salezjanie nabyli od hrabiego Zdzisława Tarnowskiego z Dzikowa działkę na Dębnikach w Krakowie. Zbudowali na niej dom zakonny, erygowany w 1930 r. a następnie powstało Salezjańskie Wyższe Seminarium Duchowne.
Kościół rozpoczęto budować w 1936 roku, a ukończono go w 1946. Projektował inżynier Marian Gąsowski. Konsekrowany został przez kardynała Adama Sapiehę w 1947.
Jest to modernistyczny, jednonawowy budynek na planie prostokąta z półkoliście zamkniętym prezbiterium. Fasada jest bezwieżowa z portykiem i wysokimi schodami. Nad ołtarzem głównym znajduje się figura Matki Bożej z Dzieciątkiem wykonana przez Mieczysława Stobierskiego, jego autorstwa są także płaskorzeźby stacji Drogi Krzyżowej.
Pod kościołem znajduje się sala widowiskowa.